# Merenptah
Merenptah o Merneptah (... – 2 maggio 1203 a.C.) è stato un sovrano egizio della XIX dinastia.

## Biografia

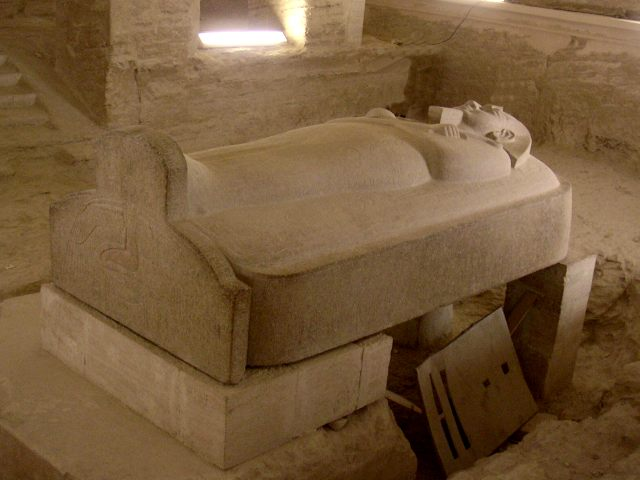
Sarcofago di Merenptah. Valle dei Re, KV8

Tredicesimo figlio di Ramesse II e della grande sposa reale Isinofret, salì al trono già anziano dopo aver ricoperto numerosi incarichi nell'esercito e nel cerimoniale. È possibile che sia stato per un certo periodo, secondo alcuni storici della durata di 12 anni, coreggente insieme al padre.
Dovrebbe aver regnato 9 anni, sposò Isinofret, omonima della madre, da cui ebbe Seti Merenptah.

### Politica estera
In politica estera Merenptah perseverò nello stesso errore commesso dal padre, Ramesse II, negli ultimi anni di regno, ossia continuò a sottovalutare la pressione assira nei confronti del regno di Hatti.
Ramesse, in violazione al trattato firmato in precedenza, non intervenne militarmente quando l'esercito assiro di Tukulti-Ninurta I sbaragliò quello hittita.
Questa circostanza aumentò l'instabilità dell'area medio-orientale mettendo in discussione l'influenza egizia.
Durante il regno di Merenptah è documentata, scarsamente, una sola spedizione militare in quest'area, spedizione volta a riportare sotto controllo alcuni signori locali che si erano ribellati all'influenza egizia.
In relazione a questa spedizione, è interessante il primo riferimento, di fonte egizia, a Israele; infatti nella Stele d'Israele è scritto: «… Israele è desolata e non ha più seme (non possiede più discendenza ndr)…».
L'evento militare di maggior importanza del regno di Merenptah fu certamente la difesa del Basso Egitto nei confronti di una forte coalizione tra genti libiche e stirpi appartenenti ai Popoli del Mare.
La coalizione era composta da tre tribù libiche, Libu, Kehek, Mashuash, e da cinque stirpi appartenenti ai Popoli del mare: Akawasha (Achei), Lukka (Lici), Tursha (forse Tirreni), Sheklesh (forse i Siculi) e Danuna (forse i Danai omerici). È possibile che anche gli Shardana o 
Sherden ne facessero parte.
Almeno da parte delle tribù libiche non si trattò di una semplice incursione ma di vero e proprio tentativo di conquista. Le fonti riferiscono come al seguito dei soldati vi fossero, trasportate su carri, le loro famiglie.
Gli invasori superarono la linea difensiva di Ramesse II, conquistarono le piccole oasi occidentali, penetrarono nella regione del Fayum e giunsero a porre sotto assedio la stessa Menfi.

La battaglia decisiva, che vide la vittoria dell'esercito egizio, fu combattuta nella località, non ancora identificata, di Pi-yer. È probabile che Merenptah, a causa dell'età già avanzata, non abbia partecipato direttamente alla battaglia.

### Politica interna

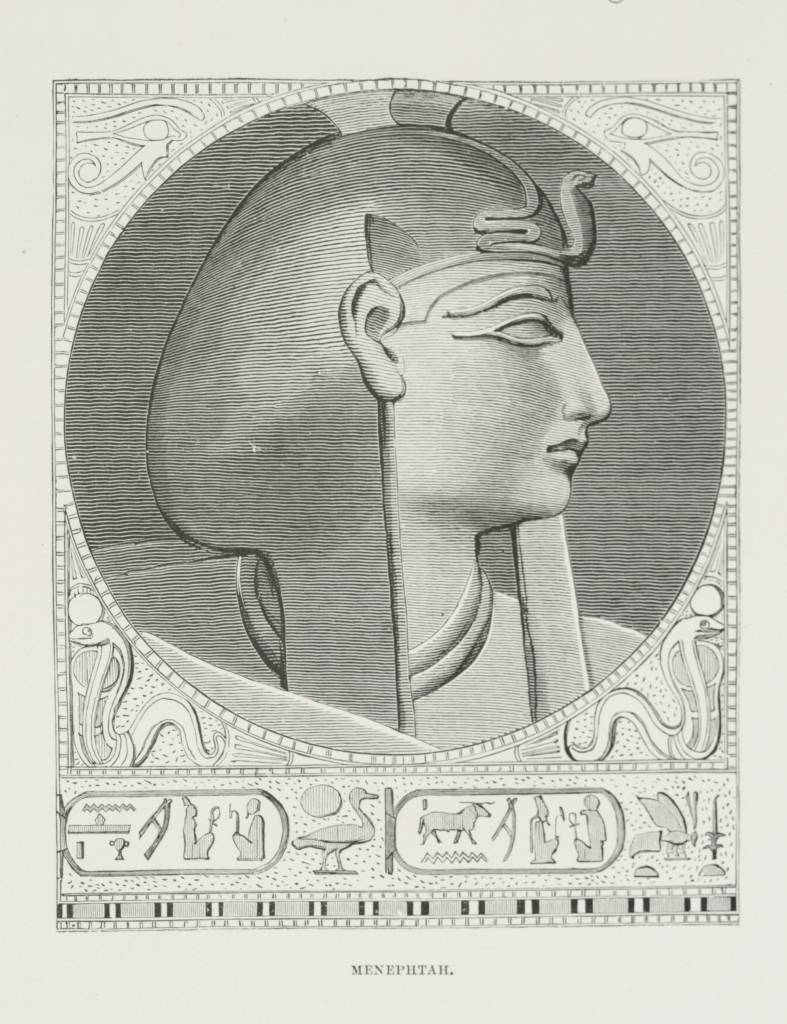
Ritratto immaginario di Merenptah in un'incisione ottocentesca

Oltre che per una certa attività edilizia, comprendente anche l'usurpazione di edifici e monumenti eretti dai predecessori, la decisione più rilevante di Merenptah fu quella di restituire, dopo più di un secolo, al primo profeta di Amon, appartenente al clero tebano, il titolo di "capo dei profeti di tutti gli dei dell'Alto e Basso Egitto", ripristinando una situazione che aveva portato alla crisi legata al nome di Akhenaton e che porterà infine allo smembramento dello stato unitario al termine del Nuovo Regno.

## Morte e mummia
Merenptah, stando alla cronologia dell'egittologo tedesco Jürgen von Beckerath, morì nel 1203 a.C. (nel giorno corrispondente all'attuale 2 maggio), e fu sepolto nella necropoli reale della Valle dei Re, nella tomba contrassegnata dalla sigla KV8. La sua mummia, esaminata dal dottor G. Elliott Smith il 7 luglio 1907, è quella di un uomo anziano, sulla settantina (età assai ragguardevole nell'antico Egitto), di 1 metro e 74 centimetri di statura, sofferente di artrite e aterosclerosi; inoltre mostra i segni di idrocele operato (la salma è mancante dei testicoli, e la cicatrice fu suturata con resina). Le tracce di sale notate dai radiologi statunitensi sulla salma, nei primi anni del '900, portarono alcuni a credere che Merenptah fosse il faraone travolto dalle acque e annegato nel Mar Rosso mentre inseguiva Mosè e gli ebrei in fuga dall'Egitto, come vuole una tradizione nata dal Libro dell'Esodo; in realtà il suo non è il corpo di un uomo annegato, e il sale natron altro non era che l'elemento principale della mummificazione egizia, impiegato per disseccare i corpi.
Il 3 aprile 2021 la sua mummia è stata traslata con la Parata d'oro dei faraoni dal vecchio Museo Egizio al nuovo Museo nazionale della Civiltà egiziana.

## Titolatura
Maggiormente che per altri sovrani della stessa dinastia, per cui il fenomeno è comunque presente, Merenptah presenta soprattutto nel nome Horo una grande varietà di forme, tutte inizianti nello stesso modo "Toro possente" (comune a moltissimi sovrani del Nuovo Regno) seguito da un grande varietà di epiteti che comprendono anche "figlio di Ra" e "figlio di Amon".
| G5 |

| G5 |

| E1 · D40 | A28 | Aa15 · Aa11 | t | C10 |

| E1 · D40 | A28 | Aa15 · Aa11 | t | C10 |

| E1 · D40 | A28 | Aa15 · Aa11 | t | C10 |

| E1 · D40 | A28 | Aa15 · Aa11 | t | C10 |

| E1 · D40 | A28 | Aa15 · Aa11 | t | C10 |

| E1 · D40 | A28 | Aa15 · Aa11 | t | C10 |

| E1 · D40 | A28 | Aa15 · Aa11 | t | C10 |

| E1 · D40 | A28 | Aa15 · Aa11 | t | C10 |

| G16 |

| G16 |

| D4 | G30 | Z3 | r · N17 · Z1 · N21 | S3 | U33 | i | m | V28 | G43 | T14 | A1 · A1 · N17 | Z3 |

| D4 | G30 | Z3 | r · N17 · Z1 · N21 | S3 | U33 | i | m | V28 | G43 | T14 | A1 · A1 · N17 | Z3 |

| G8 |

| G8 |

| nb | G54 | O29 · N37 | I9 | F8 |

| nb | G54 | O29 · N37 | I9 | F8 |

| M23 · X1 | L2 · X1 |

| M23 · X1 | L2 · X1 |

| N5 | E11 | n | C12 | mr |

| N5 | E11 | n | C12 | mr |

| N5 | E11 | n | C12 | mr |

| N5 | E11 | n | C12 | mr |

| N5 | E11 | n | C12 | mr |

| N5 | E11 | n | C12 | mr |

| N5 | E11 | n | C12 | mr |

| N5 | E11 | n | C12 | mr |

| G39 | N5 |

| G39 | N5 |

| mr · n | p · t | V28 | R4 · t · p | D2 · Z1 | U4 | t · D36 | H6 |

| mr · n | p · t | V28 | R4 · t · p | D2 · Z1 | U4 | t · D36 | H6 |

| mr · n | p · t | V28 | R4 · t · p | D2 · Z1 | U4 | t · D36 | H6 |

| mr · n | p · t | V28 | R4 · t · p | D2 · Z1 | U4 | t · D36 | H6 |

| mr · n | p · t | V28 | R4 · t · p | D2 · Z1 | U4 | t · D36 | H6 |

| mr · n | p · t | V28 | R4 · t · p | D2 · Z1 | U4 | t · D36 | H6 |

| mr · n | p · t | V28 | R4 · t · p | D2 · Z1 | U4 | t · D36 | H6 |

| mr · n | p · t | V28 | R4 · t · p | D2 · Z1 | U4 | t · D36 | H6 |

| Nome Horo            | Giuseppe Flavio | anni di regno | Sesto Africano | anni di regno | Eusebio di Cesarea | anni di regno | Altri nomi |
| -------------------- | --------------- | ------------- | -------------- | ------------- | ------------------ | ------------- | ---------- |
| Kha nekhet Hajm-maat | Amenophis       | 19 e 6 mesi   | Amenophat      | 19            | Ammenophis         | 40            |            |

## Nella cultura di massa

### Romanzi
- Christian Jacq, Il romanzo di Ramses - La regina di Abu Simbel, Mondadori.
- Christian Jacq, Il romanzo di Ramses - L'ultimo nemico, Mondadori.

### Videogiochi
- Il Faraone è presente col nome di Merneptah in Pharaoh, l'ultimo capitolo dei videogiochi Total War, uscito nell'ottobre 2023. Il gioco parte con lui come Faraone in carica e la sua morte darà inizio a crisi e guerre civili.